# Галис, Душан
Ду́шан Га́лис (словац. Dušan Galis; 24 ноября 1949, Ружомберок, Чехословакия) — чехословацкий футболист и словацкий футбольный тренер, в настоящее время — член Национального Совета Словацкой Республики.

## Футбольная карьера

### Клубная
Является воспитанником футбольной юношеской команды «Динамо» из города Дольни-Кубин. В 20-летнем возрасте Галис в составе команды «Строярне» (Мартин) завоевал путёвку во второй дивизион Чехословакии, в 1972 году перешёл в команду «Кошице» из Первой лиги Чехословакии. В сезоне 1975/76 Галис стал лучшим бомбардиром, забив 21 гол. В 1977 году он перешёл в братиславский «Слован», оттуда в 1981 году уехал играть в испанский «Кадис», где, однако, не закрепился. Вернулся через год в «Жилину», затем снова уехал за границу, в бельгийский клуб «Хасселт». Ещё через год вернулся в Чехословакию и завершил карьеру в составе «Петржалки». Суммарно за все команды провёл 226 матчей и забил 81 гол.

### В сборной
В сборную Чехословакии был впервые вызван в 1975 году. Всего провёл 8 игр и забил единственный гол, но этот гол был забит в матче против Англии, который позволил чехословакам выйти на чемпионат Европы 1976 года. Впоследствии Чехословакия выиграла этот чемпионат, а Душан Галис стал чемпионом Европы.

### Тренерская
В 1990 году он возглавил команду «Слован» после отставки Йозефа Янкеха. «Слован» под руководством Галиса в 1992 году сенсационно выиграл чемпионат Чехословакии, прервав гегемонию пражской «Спарты». Уже в независимой Словакии братиславская команда становилась лучшей в 1994, 1995 и 1996 годах, а также выигрывала Кубок в 1994 и 1997 годах. Вскоре Галис возглавил трнавский «Спартак» и выиграл в 1998 году национальный кубок. В начале 1999 года он был назначен тренером сборной Словакии, но не успел провести на тот момент ни одной игры в качестве тренера. После того, как президентом Словацкого футбольного союза стал Франтишек Лауринец, Галис подал в отставку. Летом 1999 года Галис стал тренером кипрского клуба «Омония», но в октябре покинул клуб из-за плохого выступления команды.
В 2000 году он возглавил «Артмедию» (ныне этот клуб называется «Петржалка», бывший клуб Галиса), в 2002 году покинул команду. 23 ноября 2003 года Галис подписал контракт со сборной Словакии и возглавил национальную команду. Несмотря на то, что словаки опередили в отборочном турнире чемпионата мира 2006 Россию по разнице мячей, в стыковых матчах команда Галиса без шансов проиграла Испании с общим счётом 2:6 — в первом матче словаки уступили 1:5, а во втором была зафиксирована ничья 1:1.
В ходе первого матча Душан Галис был удалён со скамейки уже на 19-й минуте первого матча — он толкнул итальянского судью Массимо де Сантиса, выражая протест против того, что он засчитал второй гол гол испанцев, забитый Луисом Гарсией якобы из офсайда. После игры Галис открыто заявил, что судья даже при неоспоримом игровом преимуществе испанцев закрывал глаза на нарушения с их стороны. После завершения стыковых матчей Душан Галис, получив согласие президента СФС, подал в отставку.
Галис запомнился зрителям как тренер, который много лет выходил на поле в голубом пуловере: многие полагали, что именно выход Галиса в пуловере мог принести удачу любой команде, которая играла под его руководством. После стыковых матчей Галис заявил, что продаст пуловер на аукционе.

## Политическая карьера
С 2006 года Галис работает в Национальном Совете Словацкой Республики. Состоит в партии «Курс — социальная демократия», более известной как СМЕР, а также работает в правительстве Братиславского края и в Министерстве молодёжи и спорта.